# Isabel Judd
Isabel Judd   (West Ham, 18 d'octubre de 1886 - Gal·les, 1 de juny de 1951) va ser una gimnasta artística anglesa que va competir durant la dècada de 1920.
El 1928 va prendre part en els Jocs Olímpics d'Amsterdam, on guanyà la medalla de bronze en el concurs complet per equips del programa de gimnàstica.